# Vosketas
Vosketas (in armeno Ոսկեթաս?, fino al 1935 Kuldarvish e Ghuldervish) è un comune dell'Armenia di 526 abitanti (2001) della provincia di Aragatsotn.